# Sougueur
Sougueur là một đô thị thuộc tỉnh Tiaret, Algérie. Dân số thời điểm năm 2002 là 64.97 người.